# Андрусяк, Василий Васильевич
Васи́лий Васи́льевич Андруся́к (укр. Василь Васильович Андрусяк; 1915—1946; псевдонимы: «Грегит», «Резун», «Резчик», «Чёрный», «Кузнец») — украинский националистический деятель в период Второй Мировой войны, руководил боем на горе Лопата, полковник УПА (звание присвоено посмертно).

## Биография
Родился в 1915 году в городе Снятин в семье Евдокии и Василия Андрусяков, был четвёртым ребенком в семье. На тот момент это была Австро-Венгрия, а в настоящее время — Ивано-Франковская область Украины. Его семья пострадала во время первой советской оккупации Западной Украины. Брат Александр был арестован, а с начала германо-советской войны расстрелян в Станиславовской тюрьме. Жену брата с детьми, родителей Василия и его сестру Марию отправили в Сибирь.
С юных лет Андрусяк состоял в скаутской организации «Пласте» и спортивном «Соколе». В старших классах вступил в Юнацтво ОУН. Андрусяка понемногу стали привлекать к распространению листовок. Был основателем ячейки ОУН в Снятинской гимназии. В 1933 году накануне дня Польской конституции 3 мая Андрусяк с товарищами сорвали на здании почты в Снятине польский флаг и повесили сине-желтый. За это их арестовала полиция, и Василий несколько месяцев пробыл в Коломыйской тюрьме. В 1936 становится уездным (поветовым) проводником ОУН под псевдонимом «Чёрный».
До 1939 года неоднократно задерживался польской полицией, а после присоединения Западной Украины к СССР служил в советской милиции. 5 октября 1939 арестован НКВД, провёл в тюрьме 3 месяца и был освобождён. Впоследствии поступил учиться в Коломыйское педагогическое училище, начал восстанавливать сеть ОУН в Коломые, организовал вместе с членами «Сокола» тренировки и курсы конспирации. Зимой 1940 повторно задержан чекистами, но сумел бежать и поехал на учительскую работу в с. Зелёное Жабьевского (теперь Верховинского) района.
Опасаясь очередного ареста, Василий в 1940 году перешёл германо-советскую демаркационную линию и добрался до Австрии, где вступил в гитлеровский батальон «Роланд» (весна — лето 1941). Батальон с первых дней войны действовал в составе 6-й армии вермахта. Андрусяк командовал одним из взводов. Однако осенью 1941 года планы немцев изменились, и подразделение вернули в Австрию и расформировали. Всему личному составу было предложено подписать годичные контракты на службу в 201 шуцманшафт-батальоне. Большая часть согласилась. Согласно официальным данным, Андрусяк еще тогда покинул батальон, уйдя в подполье. Следующие два года противоречивы в его биографии. Согласно одним источникам, он был главой окружного провода ОУН в Коломые, согласно другим — организатором подпольной сети ОУН в родном Снятине.
С октября 1943 Андрусяк — командир сотни УНС «Змеи». УНС — Украинская народная самооборона была создана в июле 1943 года в Галиции по инициативе Александра Луцкого и в декабре её отряды влились в состав УПА. 27 ноября 1943 года сотня УНС «Резуна» сражалась с немцами в Чёрном лесу. Немцы по украинским данным должны были потерять 45 убитыми, уповцы — четверо убитых и семь раненых.
С начала 1944 года командовал куренем «Бешеные». В конце марта 1944 на дороге Станислав-Калуш в засаду отряда Андрусяка попали три грузовика, наполненные немецкими и венгерскими солдатами. Вследствие кратковременного боя немцы погибли, а венгры сдались в плен. В апреле-мае 1944-го курень «Бешеные» неоднократно воевал с советскими партизанскими отрядами Михаила Шукаева у Чёрного леса.
3 мая 1944 года Андрусяк провёл переговоры с немецким окружным комиссаром Станислава доктором Гейнцом Альбрехтом, который после ряда обвинений (курень Андрусяка несёт ответственность за убийство 9 комендантов украинской полиции из Станиславского крайсгауптманшафта) предложил, чтобы УПА придерживалась нейтралитета по отношению к немецким войскам. Хотя в ходе переговоров Андрусяк подчеркивал, что все обязывающие решения может принимать только Главное Командование УПА, встреча, вероятно, завершилась заключением договора о сотрудничеством УПА и Вермахта по очистке Чёрного леса от советских партизан Шукаева.
Прославился во время обороны горы Лопата в июле 1944 года от немцев и венгров. В некоторых украинских националистических источниках даже встречаются утверждения, что отряд Андрусяка наголову разгромил целую дивизию. Однако в действительности, скорее всего, это была серия локальных стычек-перестрелок. Все началось с того, что отряд Андрусяка, преследуя советское партизанское соединение под командованием Михаила Шукаева, разоружил несколько отбившихся солдат вермахта у Чёрного леса, после чего их отпустили, чтобы не провоцировать немцев на ответные карательные акции, однако немцы и венгры попытались окружить отряд. Бандеровцам удалось уйти из окружения, но в отместку они совершили несколько нападений на маленькие немецкие отряды. По наиболее распространённой версии, потери УПА — около 50 убитых и раненых, и около 200 убитых и раненых с немецкой стороны без учета венгров.
6 августа 1944 года на дороге Ластовка-Ясеница на Турковщине отряд Андрусяка устроил засаду на роту немцев. Во время боя воины УПА уничтожили 32 и взяли в плен 107 немцев. Захватили 60 телег с припасами и лекарствами, 23 пулемета, 500 автоматов и патроны к ним. УПА потеряла одного бойца. Всех пленных, по решению начальника штаба Дмитрия Грицая отпустили, забрав предварительно с них всё обмундирование. 7 августа 1944 года практически всё подразделение Андрусяка было разбито немцами.
13 сентября 1944 г. курень «Ризуна» одновременно нанес мощные удары по Богородчанам и селу Лисец. В Богородчанах повстанцы около часа осаждали местный рай-отдел НКВД, а когда пришло подкрепление повстанцы отступили. Партизаны также атаковали местный военкомат, где убили начальника. В Лысце УПА уничтожило телефонную связь и более трех часов обстреливала здания РО НКВД и РО НКГБ. По советским данным, в Лысце было убито четыре сотрудника НКВД и поляк, ранены две польские женщины. Партизаны потеряли 1 убитого и одного раненого.
18 ноября 1944 — курень «Бешеные» атаковал здание РО НКВД в райцентре Тлумач Станиславской области, где разгромил КПЗ, выпустив на свободу 40 бандеровцев и при этом перебив всех узников поляков (8 человек).
В декабре 1944 года при нападении на село Михалкув Коршевского района бандеровцы уничтожили несколько «ястребков», а секретаря сельсовета – девушку – пытали несколько часов, отрезали губы, нос и грудь. Во время нападения на Солотвино бандеровцы сожгли дом начальника РО НКВД Маленко вместе с семьёй. Отступавший отряд Андрусяка догнала маневренная группа 87 погранотряда, перебив порядка двадцати боевиков. В Тысьменицком районе бандеровцы напали на похоронную процессию погибших «ястребков», убив ещё восемь человек.
На Рождество 1945 года в бою с чекистами куренной «Грегит-Резун» был тяжело ранен. Его оперировал талантливый хирург «Пастер» (Алексей Зеленюк). После успешной операции командира перевезли до окончательного выздоровления в повстанческую столицу — село Грабовку. Через двенадцать дней после ранения Василий Андрусяк уже руководил боем у села Глубокое в Богородчанском районе. Весной того же года приказом Краевого повстанческого штаба он был награжден Золотым Крестом Боевой Заслуги 2-го класса и назначен командиром Станиславского ТВ-22 «Чёрный лес» в военном округе «Говерла» в УПА-Запад.
11 мая 1945 женился на активистке ОУН, разведчице и связной уездного провода, позже медсестре Евгении Гуцуляк.
31 октября 1945 руководил нападением на Станислав. Повстанцы захватили магазины «Облпотребсоюза», медицинские склады, а также взяли в заложники несколько партийцев и энкаведистов. Имущество и трофеи удалось вывезти за город. В лесу большинство заложников были зверски убиты.

## Гибель
25 декабря 1945 Андрусяк был тяжело ранен и укрылся в Чёрном лесу в районе села Грабовка Калушского района.
24 февраля 1946 года рейдовая группа 215 стрелкового полка ВВ НКВД блокировала район, предложив бандеровцам сдаться. Резун, его заместитель Ковач (Боян) и Матияшин (Воробей) открыли стрельбу. Бой был коротким, остатки банды перебили за полчаса.. По утверждению ОУНовских источников, тело Резуна было выставлено на всеобщий показ перед городским театром в Станиславе. Однако другие авторы это отрицают.
Супруга Андрусяка, постоянно сопровождавшая его в походах, незадолго до гибели мужа родила сына. Она была арестована через некоторое время и приговорена к 10 годам заключения. Ребёнка усыновил офицер МГБ. Тем не менее, после освобождения ей удалось найти сына уже в России и через суд добиться возвращения ребёнка. В настоящее время сын Андрусяка — член Львовского облсовета.

## Память
- Дважды награждён Крестом Боевой Заслуги: 2-й класс — 25 апреля 1945 года, 1-й класс — 7 октября 1946 года (посмертно).
- Посмертно удостоен звания полковника.
- 23 мая 1999 года, в день Святой Троицы, в родном Снятине Андрусяку установлен памятник. Автор — профессор Львовской академии искусств Иван Самотос и архитектор профессор Василий Каменюк. В школе-лицее создана комната-музей Василия Андрусяка, его именем назван музей освободительного движении в Снятинской ратуши, а также Краевые Управы ОУН, УПА. Его именем названы улицы в Снятине, Калуше, Грабовке.
- При содействии Львовской областной организации партии «Свобода» и общества поиска жертв войны «Память» фольклорный театр Остапа Стахова снял клип на повстанческую песню «В Черном лесу», посвященную Василию Андрусяку.
- 23 февраля 2016 года Ивано-Франковская ОГА, Ивано-Франковский областной совет, управление культуры, национальностей и религий ОГА, Ивано-Франковский областной музей освободительной борьбы им. Степана Бандеры, Ивано-Франковская областная организация Национального союза краеведов Украины, Ивано-Франковский областной государственный центр туризма и краеведения учащейся молодежи провели региональную научно-практическую конференцию «Полковник УПА Василий Андрусяк — «Грегит», «Резун»: жизнь и борьба» (к 70-летию со дня героической гибели)[17]
- 1 декабря 2017 года от имени Координационного совета по увековечиванию памяти награждённых Рыцарей ОУН и УПА в Галиче Ивано-Франковской области, Золотой крест боевой заслуги УПА 1 класса (№ 015) и Золотой крест боевой заслуги УПА 2 класса (№ 006) переданы Павлу Андрусяку, внуку Василия Андрусяка – «Резуна».